# Ђинестра дељи Скјавони
Ђинестра дељи Скјавони (итал. Ginestra degli Schiavoni) је насеље у Италији у округу Беневенто, региону Кампанија.
Према процени из 2011. у насељу је живело 468 становника. Насеље се налази на надморској висини од 533 м.

## Становништво
| 1951. | 1961. | 1971. | 1981. | 1991. | 2001. | 2011. |
| ----- | ----- | ----- | ----- | ----- | ----- | ----- |
| 1.094 | 1.010 | 911   | 844   | 712   | 611   | 532   |